# Rio Valderaduey
O rio Valderaduey é um rio de Espanha, afluente da margem direita do rio Douro, no qual desagua a 3 km da cidade espanhola de Zamora. Nasce no Monte de Riocamba na provincia de léon e corre ao longo de 146 km e tem uma bacia hidrográfica com 3772 km². O seu caudal médio e da ordem de 183 hm³/ano = 5,80 m³/s
Dois dos seus principais afluentes são o Rio Sequillo na margem esquerda (junto da localidade de Castronuevo) e o rio Navajos (ou arroio Bustillo) também na margem esquerda (junto a localidade de Villalpando).